# Ђурђевик
Ђурђевик је насељено мјесто у Босни и Херцеговини,  у општини Живинице које административно припада Федерацији Босне и Херцеговине. Према попису становништва из 2013. у насељу је живјело 3.184 становника.

## Становништво
| Националност       | 1991.          | 1981.          | 1971.          |
| Муслимани          | 4.172 (93,14%) | 4.217 (90,59%) | 3.661 (92,75%) |
| Срби               | 82 (1,83%)     | 74 (1,58%)     | 102 (2,58%)    |
| Хрвати             | 60 (1,33%)     | 121 (2,59%)    | 123 (3,11%)    |
| Југословени        | 121 (2,70%)    | 189 (4,06%)    | 11 (0,27%)     |
| остали и непознато | 44 (0,98%)     | 54 (1,16%)     | 50 (1,26%)     |
| Укупно             | 4.479          | 4.655          | 3.947          |